# Arthur Reymond
Arthur Reymond (* 2. April 1999 in Toulouse) ist ein französischer Tennisspieler.

## Karriere
Zwischen 2014 und 2017 spielte Reymond nur wenige Matches auf der ITF Junior Tour.
Bei den Profis spielte Reymond von 2014 bis Mitte 2018 zunächst gelegentlich ohne Erfolge auf der ITF Future Tour. 2018 erspielte er sich erste Punkte für die Tennisweltrangliste. 2019 gewann er im Einzel und Doppel den ersten Future-Titel, womit er jeweils in die Top 600 einzog. Die folgenden Jahre bewegte er sich im Ranking kaum von der Stelle. Im Doppel gewann er zwischen 2020 und 2022 sechs weitere Futures; das Jahr 2021 schloss er mit Rang 426 am vorerst erfolgreichsten ab. Nach zuvor vier verlorenen Finals gewann Reymond 2023 seinen zweiten Einzel-Titel auf der Future Tour, rangierte danach aber immer noch rund 200 Positionen hinter seinem Karrierehoch von Platz 519, das er im September 2022 erreicht hatte. Das Jahr 2023 begann Reymond mit seinem achten Doppel-Future-Titel. Auf der höher dotierten ATP Challenger Tour hatte er bis dahin keinen Erfolg. Im Einzel gewann er 2022 ein Match in Toulouse gegen Tomofei Skatow, während er im Doppel bei neun Turnierteilnahmen nur zweimal die zweite Runde erreichte. Mit dem Doppelspezialisten Pierre-Hugues Herbert gewann er dann im Juli bei seiner zehnten Teilnahme überlegen ohne Satzverlust das Turnier in Braunschweig, wodurch er bis Platz 283 der Weltrangliste stieg. In der 2. Tennis-Bundesliga spielte Reymond 2021 und 2022 für den TC Weinheim.

## Erfolge
| Legende (Anzahl der Siege) |
| Grand Slam                 |
| ATP Finals                 |
| ATP Tour Masters 1000      |
| ATP Tour 500               |
| ATP Tour 250               |
| ATP Challenger Tour (4)    |

### Doppel

#### Turniersiege
| Nr. | Datum          | Turnier             | Belag     | Partner               | Finalgegner                             | Ergebnis           |
| --- | -------------- | ------------------- | --------- | --------------------- | --------------------------------------- | ------------------ |
| 1.  | 15. Juli 2023  | Braunschweig        | Sand      | Pierre-Hugues Herbert | Rithvik Choudary Bollipalli Arjun Kadhe | 7:67, 6:4          |
| 2.  | 20. Juli 2024  | Pozoblanco          | Hartplatz | Dan Added             | Liam Hignett James MacKinlay            | 6:2, 6:4           |
| 3.  | 27. Juli 2024  | Segovia             | Hartplatz | Dan Added             | Aleksandar Donski Tiago Pereira         | 6:4, 6:3           |
| 4.  | 9. August 2025 | Grodzisk Mazowiecki | Hartplatz | Thijmen Loof          | Nam Ji-sung Takeru Yuzuki               | 6:4, 6:73, [16:14] |